# Снаряд з готовими уражаючими елементами

Принцип дії шрапнельного снаряда

Снаряд з готовими уражаючими елементами — артилерійський снаряд основного призначення, внутрішня порожнина якого (камора) заповнена готовими уражаючими елементами (кульки, голки, кубики тощо) спільно з вибивним або розривним зарядом. Призначений головним чином для ураження відкрито розташованої живої сили противника. Різновидом цього типу боєприпасів є шрапнель.
Снаряд з готовими уражаючими елементами має корпус, розміщене в ньому тіло, донний пороховий заряд, детонатор із приймачем команд тимчасового, неконтактного або командного типу, а тіло містить розривний блок у вигляді корпусу із зарядом вибухової речовини і детонатором, розташовуваним по осі снаряда, готові уражаючі елементи, розміщені в кільцевому зазорі між зовнішньою поверхнею розривного блоку і внутрішньою поверхнею корпусу.
Система управління виконана з можливістю підриву розривного блоку, як після викиду блоку з корпусу снаряда, так і при його перебуванні всередині корпусу. У першому випадку формується осьове поле ураження, а в другому — кругове. Використання даного виду снаряда дозволяє реалізувати компресійний і пронікаюче-фугасний види дії снаряда, а також можливість формування осьового, кругового або того чи іншого полів ураження.
Відомі снаряди, що містять корпус, набір готових уражаючих елементів (УЕ), вишибний пороховий заряд, діафрагму, дистанційний детонатор. Як елементи ураження використовуються сферичні кулі, стрижні, кулі, з'єднані тросами (накидки). Основна вада визначеного типу снаряда є погана в аеродинамічному відношенні форма елементів ураження, що призводить до швидкої втрати швидкості в польоті і незадовільної проникаючої дії по цілях.
Цю ваду значною мірою усунуто в снарядах, в яких УЕ виконаний у вигляді довгого стрижня із загостреною передньою частиною і жорстким багатоперовим стабілізатором на задньому кінці стрижня. Такі стрілоподібні уражаючі елементи мають малу втрату швидкості в польоті й потужну проникаючу дію.